# Бистчо
Бистчо (англ. Bistcho Lake) — озеро в провинции Альберта в Канаде. Расположено на крайнем северо-западе провинции. Одно из больших озёр Канады — площадь водной поверхности 413 км², общая площадь — 426 км², третье по величине озеро Альберты (четвёртое с учетом озера Атабаска, большая часть которого находится на территории провинции Саскачеван). Высота над уровнем моря 552 метра. Озеро находится на возвышенности Камерон-Хилс, имеет два крупных острова и несколько мелких общей площадью 13 км². Сток из озера по рекам Петито, Лиард и Маккензи в Северный Ледовитый океан.
Развито спортивное рыболовство на озёрного сига, северную щуку и судака.